# Amiens SC
Amiens SC (Amiens Sporting Club) je francouzský fotbalový klub z města Amiens, který působí ve  druhé lize. Byl založen v roce 1901 a svoje domácí utkání hraje na Stade de la Licorne s kapacitou cca 12 000 diváků. Klubové barvy jsou černá, bílá a šedá.